# Petr Remeš
Petr Remeš (* 1. březen 1967) je bývalý český fotbalista, záložník.

## Fotbalová kariéra
Hrál za VP Frýdek-Místek, RH Cheb, SK Sigma Olomouc, FC Baník Havířov, FC Baník Ostrava a FC Vítkovice. V československé lize nastoupil v 77 utkáních a dal 4 góly.

## Ligová bilance
| Ročník                                   | Zápasy | Góly | Klub             |
| ---------------------------------------- | ------ | ---- | ---------------- |
| Česká národní fotbalová liga 1985/86     | 29     | 0    | VP Frýdek-Místek |
| 1. československá fotbalová liga 1987/88 | 29     | 1    | RH Cheb          |
| 1. československá fotbalová liga 1988/89 | 20     | 0    | SK Sigma Olomouc |
| 1. československá fotbalová liga 1989/90 | 15     | 1    | FC Baník Ostrava |
| 1. československá fotbalová liga 1991/92 | 13     | 2    | FC Baník Ostrava |
| 2. česká fotbalová liga 1997/98          | 3      | 0    | FC Vítkovice     |
| CELKEM 1. liga                           | 77     | 4    |                  |